# Nadó abandonat baixista
Un Nadó abandonat baixista (en anglès: Bearish Abandoned Baby) és una variant del patró d'espelmes japoneses anomenat Estel vespertí doji baixista, i al seu torn és la confirmació de l'Estrella doji baixista. Igualment que aquesta està format per tres espelmes indicant un possible canvi de tendència alcista, la segona de les quals és un doji, però amb la variant que hi ha un fort gap alcista entre la primera i la segona, i un nou gap baixista, entre la segona i la tercera. Els gaps inclouen les ombres superiors. És un fort senyal de canvi de tendència alcista que es forma molt rarament.

## Criteri de reconeixement
1. Els mateixos que l'Estel vespertí doji baixista però amb la variant dels dos gaps a banda i banda del doji
2. El high de l'espelma negra ha d'estar per sota del low del doji

## Explicació
La mateixa que l'Estel vespertí doji baixista

## Factors importants
Els mateixos que l'Estel vespertí doji baixista